# カエソ・ドゥイリウス
カエソ・ドゥイリウスまたはドゥイッリウス（ラテン語: Kaeso DuiliusまたはDuillius、生没年不詳）は紀元前4世紀の共和政ローマの政治家・軍人。紀元前336年に執政官（コンスル）を務めた。

## 出自
プレブス（平民）であるドゥイリウス氏族の出身。ドゥイリウス氏族が初めて歴史に現れるのは、紀元前470年の護民官マルクス・ドゥイリウスであり、カエソ・ドゥイリウスは氏族としては初の執政官である。同じ氏族の出身である紀元前260年の執政官ガイウス・ドゥイリウスはノウス・ホモ（先祖に高位高官を持たない）とされているため、カエソの直系の子孫ではないと思われる。

## 執政官（紀元前336年）
紀元前336年、ドゥイリウスは執政官に就任、同僚執政官はルキウス・パピリウス・クラッススであった。この年の主なできごとは、カレス（en、現在のカルヴィ・リゾルタ）を中心としたアウソニ族（en）がシディキニ族（en）と同盟してローマに反乱したことであった。ローマはアウソニとシディニキに勝利し、敗走させた。
野戦での勝利後、クラッススとドゥイリウスは敵兵を積極的には追撃しなかった。しかしながら、元老院は、これまで度々ローマに敵対していたシディキニに嫌悪感を抱いており、これを追撃しなかった両執政官に対して冷淡であった。このため、元老院は翌年の執政官で著名な将軍であるマルクス・ウァレリウス・コルウスにカレス周辺での作戦を担当させ（通常、各執政官の担当戦線はくじ引き）、クラッススはカレスを包囲し陥落させた。

## 三人委員会（紀元前334年）
2年後の紀元前334年、ドゥイリウスはカレスに2,500人を入植させるための三人委員会の一人となった。同僚はティトゥス・クインクティウスとマルクス・ファビウスであった。カレスは前年に独裁官コウルスが占領していた街であった。

## 参考資料
- ティトゥス・リウィウス『ローマ建国史』
- Yardley, J.C (2013). Rome's Italian Wars (1 ed.). Oxford: Oxford University Press
- T. Robert S., Broughton (1951). «XV». The Magistrates of the Roman Republic . Volume I, 509 BC - 100 BC (in English). I . New York: The American Philological Association.